# Cuckmere Valley
Cuckmere Valley är en civil parish i Storbritannien.   Den ligger i grevskapet East Sussex och riksdelen England, i den södra delen av landet, 80 km söder om huvudstaden London. Antalet invånare är 191. Arean är 17,6 kvadratkilometer. I området finns  byarna Litlington, Lullington och Westdean. 
Terrängen i Cuckmere Valley är platt.

## Bilder

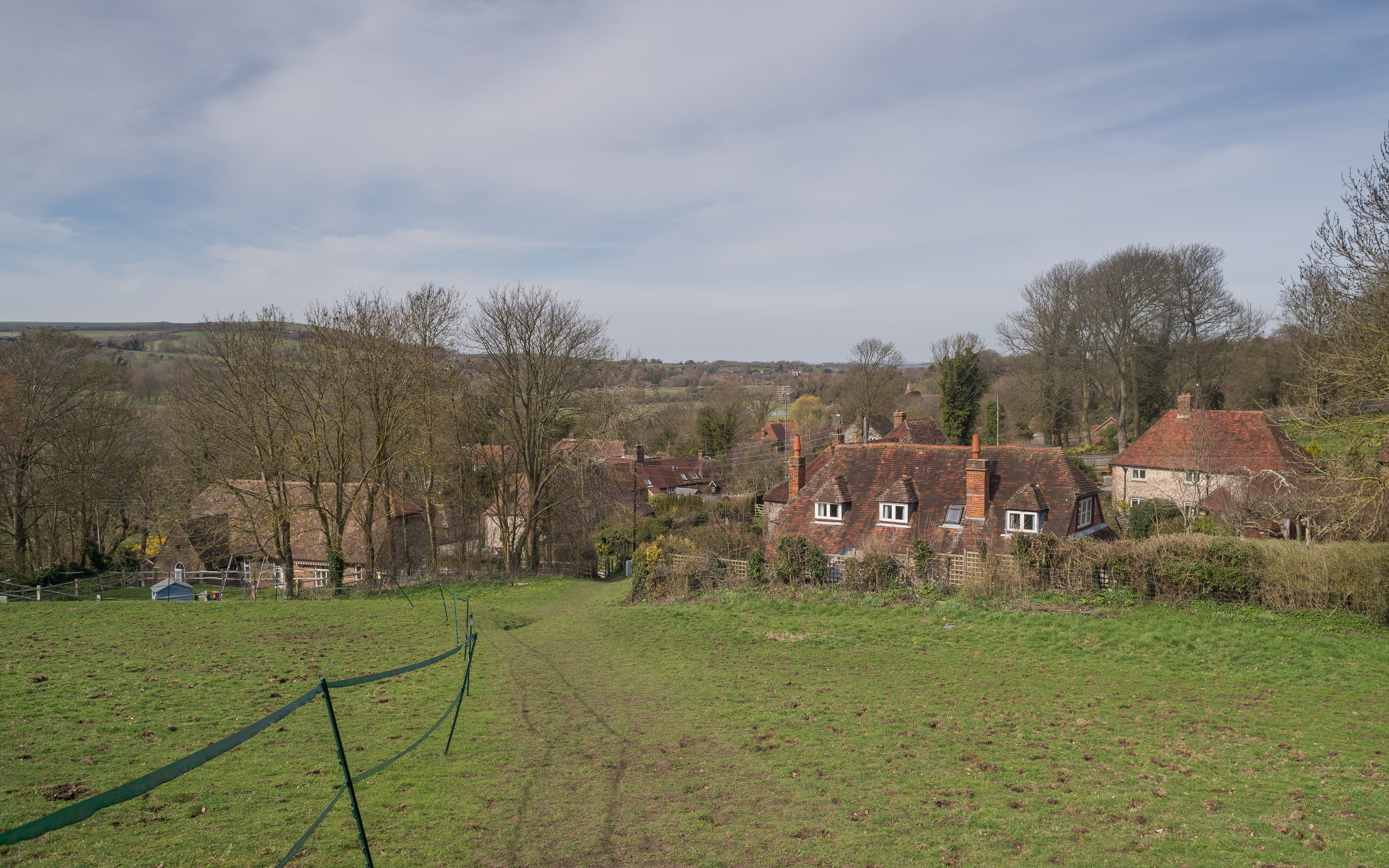
Litlington sett från vandringsleden South Downs Way. I bakgrunden syns Alfriston.
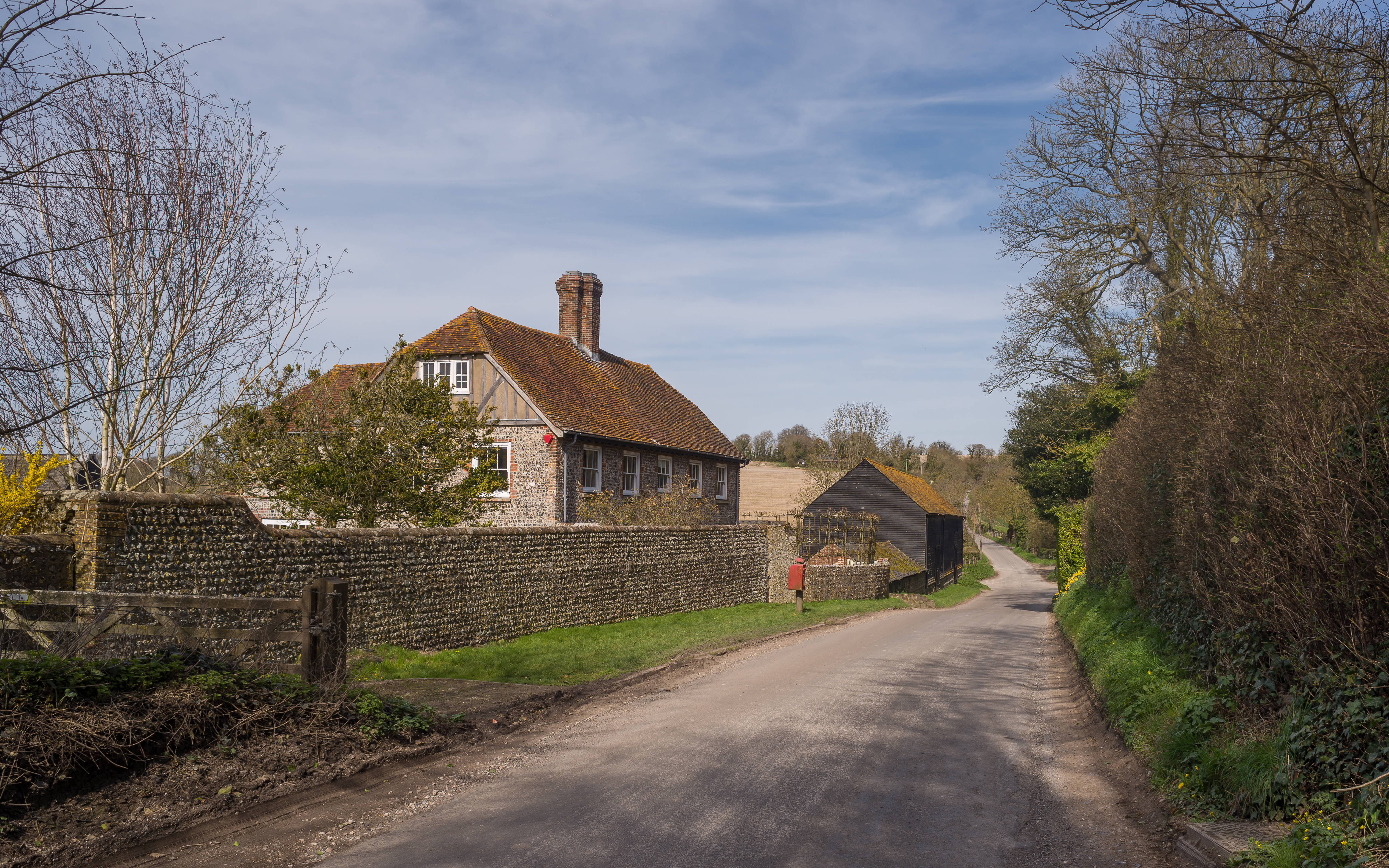
Gård i Litlington.
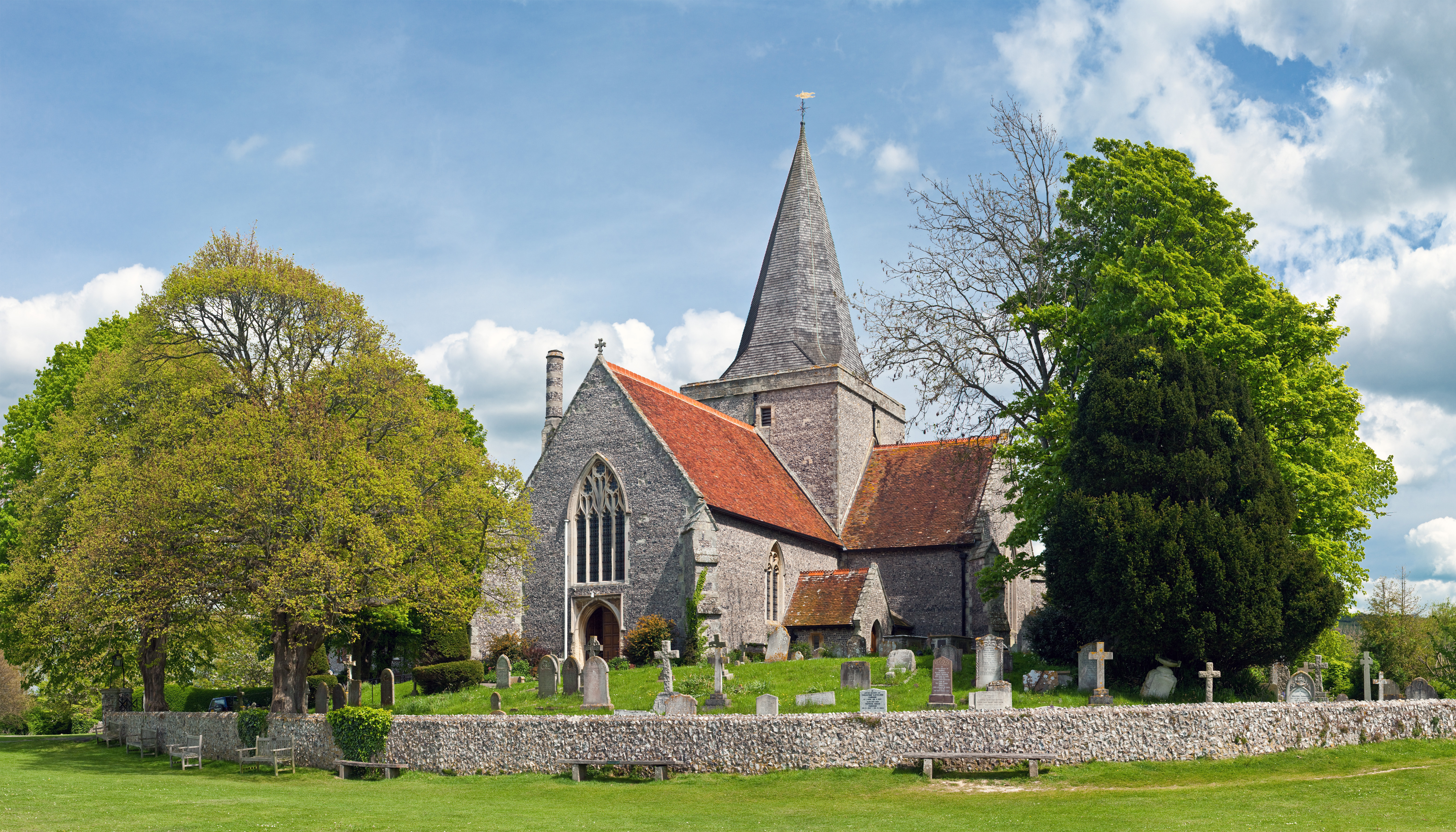
St Andrew's Church i Alfriston.
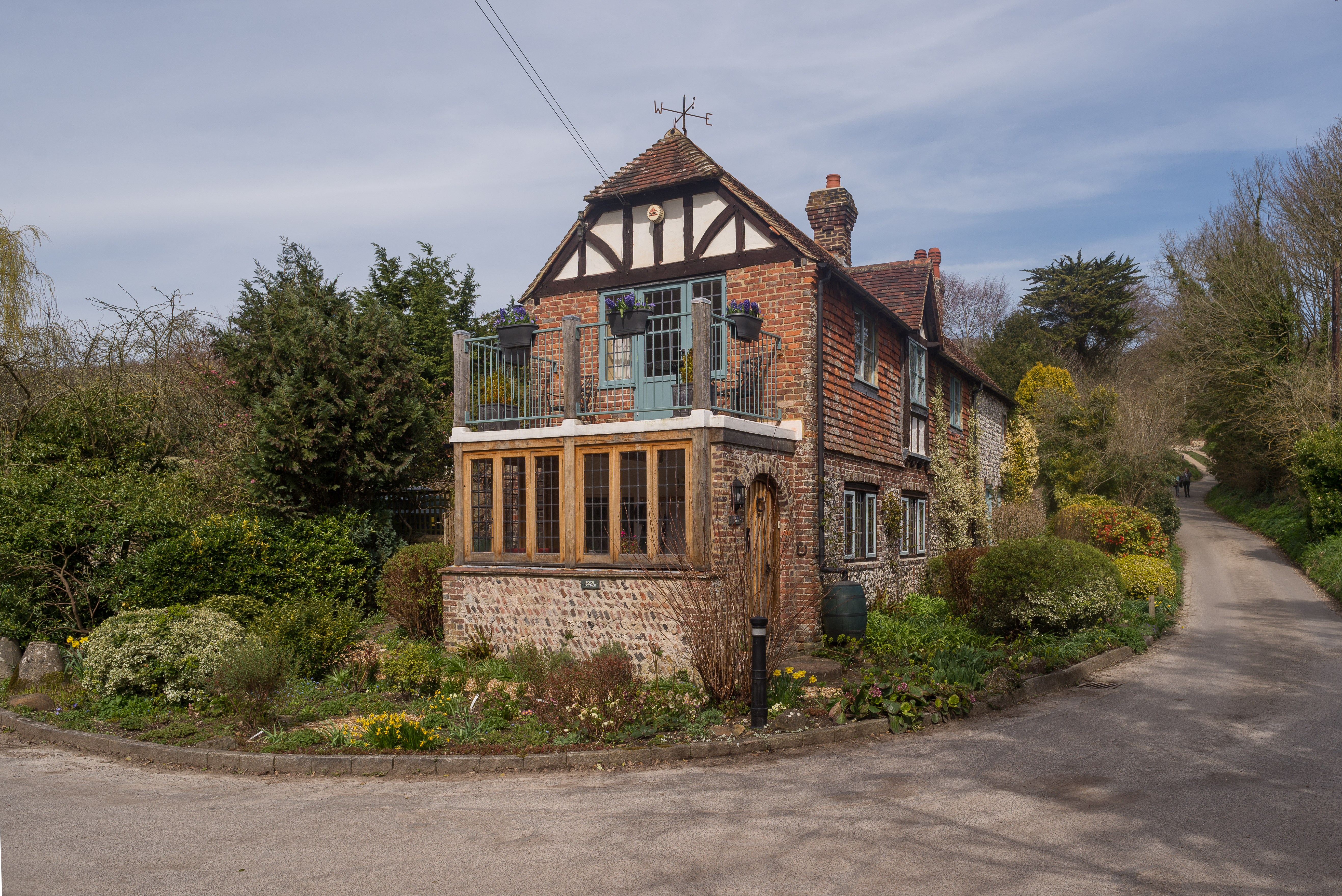
Hus i Westdean.